# Дюфренуа, Аделаида-Жийет
Аделаида-Жийет Дюфренуа, урождённая Бийе (фр. Adélaïde-Gillette Dufrénoy; 3 декабря 1765, Париж — 7 марта 1825, там же) — французская писательница, поэтесса и хозяйка литературного салона. Известна в первую очередь как автор элегий.

## Биография и творчество
Аделаида-Жийет Бийе родилась в 1765 году в Париже. Её отец, Жак Бийе, был ювелиром, работавшим для польского двора и для французской знати. Её воспитанием и образованием занималась тётка-монахиня. Девочка росла глубоко религиозной; её идеалом были святая Женевьева и святая Цецилия. В раннем возрасте — в 15 или 16 лет — Аделаида вышла замуж за Симона Пети-Дюфренуа, прокурора в Шатле. В 1792 году у них родился сын Арман, впоследствии ставший известным учёным.
Аделаида с детства любила читать: вначале она прочла все книги в библиотеке своей тёти, потом начала знакомиться с библиотекой отца. Он же ввёл свою дочь в литературные круги, где бывал её двоюродный брат Жан-Луи Лайа. Жан-Франсуа де Лагарп познакомил её с элегиями Парни, которые произвели на неё большое впечатление. Под их влиянием она заинтересовалась античными авторами — Катуллом, Тибуллом, Проперцием — и начала писать собственные элегии.
С восемнадцати лет Аделаида Дюфренуа держала собственный литературный салон, где бывали, в числе прочих, Фабр д’Эглантин, Антуанетта Сент-Юберти, Луи де Фонтан. С последним у неё вскоре возникли романтические отношения. При его поддержка она начала печататься, в том числе в «Альманахе муз» (Almanach des Muses). С 1787 по 1789 год она также бала издателем и главным редактором «Courrier lyrique et amusant», издававшегося раз в две недели.
Во время Французской Революции Аделаида с мужем вынуждены были скрываться в имении последнего в Севране. Они также предоставили убежище многим своим друзьям. Симон Дюфренуа разорился и почти полностью ослеп. В 1805 году супруги вновь вернулись в Париж, где Аделаида пыталась зарабатывать на жизнь литературным трудом до тех пор, пока, благодаря своим покровителям, не начала получать помощь от государства. В 1812 году умер её муж, и она поселилась с матерью и сестрой. В 1812 году был издан её роман «La Femme auteur». В 1813 году был опубликован сборник элегий Дюфренуа, ставший одним из предвестников французского романтизма. В 1814 году она получила премию Французской академии за стихотворение «Derniers Moments de Bayard» — это была первая поэтическая премия такого рода, присуждённая женщине. С 1815 года Дюфренуа вновь открыла свой салон, который посещали Кювье, Араго, Шатобриан.
В 1816 году, когда в газете «Mercure de France» («Французский Меркурий») было опубликовано раннее стихотворение Амабль Казимиры Сабины Войар «Le Narcisse» («Нарцисс»), сочинение юной поэтессы было замечено Аделаидой-Жийет Дюфренуа. Она стала покровительницей талантливой девушки, с которой у неё сложилась близкая дружба, продолжавшаяся до самой смерти Дюфренуа.
Аделаида Дюфренуа умерла 7 марта 1825 года в Париже и была похоронена на кладбище Пер-Лашез.